# Laura Davies
Dame Laura Jane Davies OBE (Coventry, 5 oktober 1963) is een Engelse golfprofessional. Ze debuteerde in 1985 op de Ladies European Tour en in 1988 op de LPGA Tour.

## Loopbaan
Davies begon haar golfcarrière bij de amateurs. Ze won onder meer het South Eastern Championship in 1983 en 1984 en het Welsh Open Stroke Play Championship in 1984. In 1984 was ze lid van het Brits-Ierse golfteam op de Curtis Cup. In 1985 werd ze golfprofessional.
David begon haar profcarrière bij de Women's Professional Golf European Tour (nu gekend als de Ladies European Tour). In haar debuutseizoen won ze één toernooi: het Belgian Ladies' Open. Op het einde van het seizoen won ze de trofee van de "Rookie of the Year" en werd winnares van de Order of Merit. Later won ze meermaals de Order of Merit in 1986, 1992, 1996, 1999, 2004 en 2006. In 2010 behaalde ze haar 45ste zege op de LET door het Hero Honda Women's Indian Open te winnen.
In 1987 ging ze naar de Verenigde Staten waar ze haar debuut maakte op de LPGA Tour door deel te nemen aan het US Women's Open, een major van de LPGA. Ze won het toernooi en kreeg hiervoor een speelkaart voor de LPGA Tour in 1988. In 1994 was ze de eerste niet Amerikaanse die de "LPGA Tour Money Winner" won. In juni 2001 behaalde ze haar 20ste LPGA-zege door de Wegmans Rochester International te winnen.
Tussendoor speelde Davies soms op de LPGA of Japan Tour, de ALPG Tour en de Ladies Asian Golf Tour, waar ze tevens golftoernooien won.

## Prestaties

### Amateurs
- 1983: English Intermediate Championship, South Eastern Championship
- 1984: Welsh Open Strokeplay, South Eastern Championship

### Professional
LPGA Tour
| Nr. | Datum            | Toernooi                         | Score           | Score | Info                                               |
| --- | ---------------- | -------------------------------- | --------------- | ----- | -------------------------------------------------- |
| 1   | 26 juli 1987     | US Women's Open                  | 72-70-72-71=285 | –3    | Won de play-off van JoAnne Carner en Ayako Okamoto |
| 2   | 20 maart 1988    | Circle K LPGA Tucson Open        | 64-74-69-72=278 | –10   |                                                    |
| 3   | 5 juni 1988      | Jamie Farr Toledo Classic        | 69-70-69-69=277 | –11   |                                                    |
| 4   | 18 juni 1989     | Lady Keystone Open               | 67-73-67=207    | –9    |                                                    |
| 5   | 10 maart 1991    | Inamori Classic                  | 70-68-72-67=277 | –11   |                                                    |
| 6   | 16 mei 1993      | McDonald's Championship          | 66-69-73-69=277 | –7    |                                                    |
| 7   | 20 maart 1994    | Standard Register PING           | 69-72-66-70=277 | –15   |                                                    |
| 8   | 8 mei 1994       | Sara Lee Classic                 | 65-70-68=203    | –13   |                                                    |
| 9   | 15 mei 1994      | McDonald's LPGA Championship     | 70-72-69-68-279 | –5    |                                                    |
| 10  | 19 Mar 1995      | Standard Register PING           | 69-68-70-73=280 | –12   |                                                    |
| 11  | 23 april 95      | Chick-fil-A Charity Championship | 67-67-67=201    | –15   |                                                    |
| 12  | 24 maart 1996    | Standard Register PING           | 71-73-69-71=284 | –8    |                                                    |
| 13  | 12 mei 1996      | McDonald's LPGA Championship     | 72-71-70=213    | par   |                                                    |
| 14  | 4 augustus 1996  | du Maurier Classic               | 71-70-70-66=277 | –11   |                                                    |
| 15  | 25 augustus 1996 | Star Bank LPGA Classic           | 68-66-70=204    | –12   |                                                    |
| 16  | 23 maart 1997    | Standard Register PING           | 70-69-70-68=277 | –15   | Won de play-off van Kelly Robbins                  |
| 17  | 22 november 1998 | PageNet Tour Championship        | 66-67-75-69=277 | –11   |                                                    |
| 18  | 13 februari 2000 | Los Angeles Women's Championship | 67-71-73=211    | –5    |                                                    |
| 19  | 7 mei 2000       | The Philips Invitational         | 68-67-68-72=275 | –5    |                                                    |
| 20  | 10 juni 2001     | Wegmans Rochester International  | 68-68-69-74=279 | –9    |                                                    |

| major |

Ladies European Tour
| Jaar | # | Toernooien |
| ---- | - | --- |
| 1985 | 1 | Belgian Ladies' Open |
| 1986 | 4 | McEwans Wirral Classic, Greater Manchester Tournament, Ladies British Open, La Manga Spanish Open                                               |
| 1987 | 1 | Italian Ladies Open |
| 1988 | 3 | Ford Ladies' Classic, Italian Ladies Open, Biarritz Ladies Open                                                                                 |
| 1989 | 1 | Laing Charity Ladies Classic |
| 1990 | 1 | AGF Biarritz Ladies Open |
| 1991 | 1 | Valextra Classic |
| 1992 | 3 | The European Ladies Open, The Ladies English Open, BMW Italian Ladies Open                                                                      |
| 1993 | 1 | Waterford Dairies Ladies English Open |
| 1994 | 2 | Holiday Ireland Womens Open, The New Skoda Womens Scottish Open                                                                                 |
| 1995 | 4 | Evian Masters, Guardian Irish Holidays Open, Woodpecker Women's Welsh Open, Wilkinson Sword Ladies English Open                                 |
| 1996 | 3 | Evian Masters, Wilkinson Sword Ladies English Open, Italian Ladies Open di Sicilia                                                              |
| 1997 | 2 | Ford-Stimorol Danish Open, Hennessy Cup |
| 1998 | 1 | Chrysler Open |
| 1999 | 3 | Chrysler Open, McDonald's WPGA Championship, Compaq Open                                                                                        |
| 2000 | 1 | TSN Ladies World Cup Golf |
| 2001 | 1 | WPGA International Matchplay |
| 2002 | 1 | P4 Norwegian Masters |
| 2003 | 1 | ANZ Ladies Masters |
| 2004 | 1 | AAMI Women's Australian Open |
| 2006 | 1 | SAS Masters |
| 2007 | 1 | UNIQA Ladies Golf Open |
| 2008 | 1 | UNIQA Ladies Golf Open |
| 2009 | 1 | Women's Australian Open |
| 2010 | 5 | Pegasus New Zealand Women's Open, UniCredit Ladies German Open, UNIQA Ladies Golf Open, Open de España Femenino, Hero Honda Women's Indian Open |

LPGA of Japan Tour
| Jaar | # | Toernooien                              |
| ---- | - | --------------------------------------- |
| 1988 | 1 | Itoki Classic                           |
| 1994 | 1 | Itoen Ladies Open                       |
| 1995 | 1 | Itoen Ladies Open                       |
| 1996 | 2 | Satake Japan Classic, Itoen Ladies Open |
| 1999 | 1 | Takara World Invitational               |
| 2001 | 1 | Itoen Ladies Open                       |

ALPG Tour
| Jaar | # | Toernooien                                                       |
| ---- | - | ---------------------------------------------------------------- |
| 1993 | 1 | Australian Ladies Masters                                        |
| 1994 | 1 | Australian Ladies Masters                                        |
| 2003 | 1 | ANZ Ladies Masters                                               |
| 2004 | 1 | AAMI Women's Australian Open                                     |
| 2008 | 1 | LG/Bing Lee NSW Women's Open                                     |
| 2009 | 1 | Women's Australian Open                                          |
| 2010 | 2 | Pegasus New Zealand Women's Open, Kangaroo Valley Resort Classic |

Ladies Asian Golf Tour
| Jaar | # | Toernooien           |
| ---- | - | -------------------- |
| 1993 | 1 | Thailand Ladies Open |
| 1994 | 1 | Thailand Ladies Open |

Legends Tour
| Nr. | Datum            | Toernooi                                  | Score     | Score | Info |
| --- | ---------------- | ----------------------------------------- | --------- | ----- | ---- |
| 1   | 11 november 2012 | ISPS Handa Legends Tour Open Championship | 70-71=141 | –5    |      |

Overige
- 1996: JCPenney/LPGA Skins Game
- 1998: JCPenney/LPGA Skins Game
- 1999: Praia d'El Rey European Cup (LET; team), JCPenney Classic (met John Daly)
- 2000: TSN Ladies World Cup Golf (LET; team)
- 2008: Lalla Meryem Cup

## Prijzen
- LET Order of Merit: 1981 & 1982

## Teamcompetities
Amateur
- Curtis Cup ( GBR &  IRL): 1984

Professional
- Solheim Cup ( EU): 1990, 1992 (winnaars), 1994, 1996, 1998, 2000 (winnaars), 2002, 2003 (winnaars), 2005, 2007, 2009, 2011 (winnaars)
- World Cup ( ENG): 2005, 2006, 2007
- Lexus Cup (Internationale team): 2006
- Handa Cup (Wereldteam): 2013 (winnaars), 2014